# 荷見安

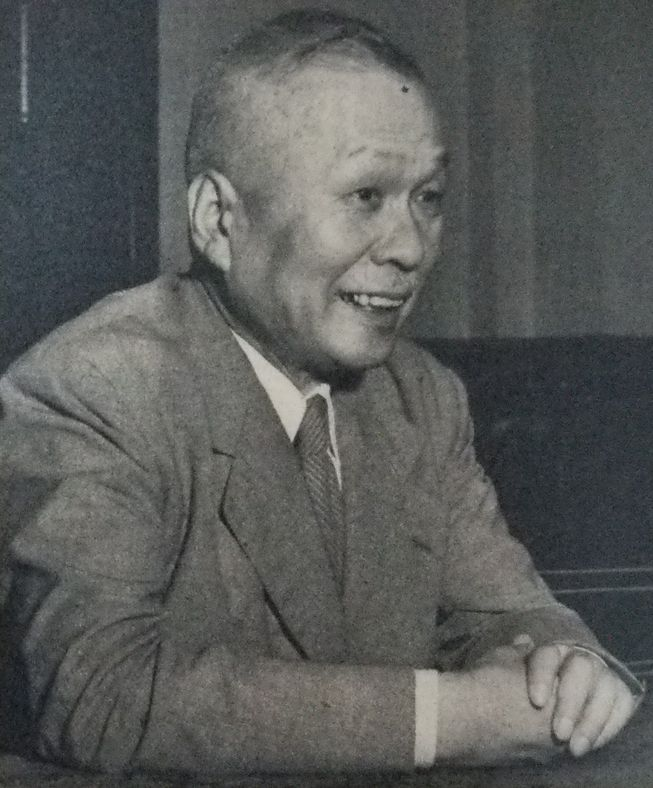
荷見安

荷見 安（はすみ やすし、1891年（明治24年）4月6日 - 1964年（昭和39年）2月22日）は、日本の農林官僚。農林次官。茨城県出身。

## 来歴
旧制水戸中学、旧制一高、東京帝国大学法学部卒業後、内務省を経て農商務省に転じた。農務課長、米穀課長、米穀部長、初代米穀局長、馬政局長を経て1939年に農林次官。退官後は産業組合中央金庫理事長，初代全国農業協同組合中央会会長などを務めた。
米騒動への対処、米穀法の立案、米穀取引所の廃止などに携わり、退官後は組合の側から食糧管理法改正問題に対処するなど、一貫して米穀政策に関与し続け、「米の神様」の異名をとった。